# Spänningsdelare

Figur 1: Diagram över en spänningsdelare

I elektronik, är en spänningsdelare en linjär krets som producerar en elektrisk spänning (Vout) som är en bråkdel av dess ingångsspänning (Vin). Spänningsdelning avser uppdelningen av en spänning mellan komponenterna i delaren.
En spänningsdelare kan exempelvis bestå av två motstånd i serie eller vara en potentiometer. Den används ofta för att skapa en referensspänning, eller för att få en låg spänning som är proportionell mot spänningen som skall mätas, och kan också användas som en signaldämpare vid låga frekvenser. För likström och relativt låga frekvenser, kan en spänningsdelare vara tillräckligt noggrann om den är gjord enbart av motstånd. Om frekvensgång krävs över ett brett område (till exempel i en oscilloskopprob), kan spänningsdelaren ha kapacitiva element tillagda för att tillåta kompensation för belastningskapacitans. I elektrisk kraftöverföring, används en kapacitiv spänningsdelare för mätning av högspänning. 

## Allmänna fallet
En spänningsdelare till jord skapas genom att ansluta två elektriska impedanser i serie, vilket visas i figur 1. Inspänningen påläggs över de seriekopplade impedanserna Z1 och Z2 och utgången är spänningen över Z2.
Z1 och Z2 kan bestå av valfri kombination av element såsom motstånd, induktorer och kondensatorer.
Genom att tillämpa Ohms lag, förhållandet mellan inspänningen, Vin och utspänningen, Vout får man formeln:
{\displaystyle V_{\mathrm {out} }={\frac {Z_{2}}{Z_{1}+Z_{2}}}\cdot V_{\mathrm {in} }}
Härledning av formeln:

{\displaystyle V_{\mathrm {in} }=I\cdot (Z_{1}+Z_{2})}
{\displaystyle V_{\mathrm {out} }=I\cdot Z_{2}}
{\displaystyle I={\frac {V_{\mathrm {in} }}{Z_{1}+Z_{2}}}}
{\displaystyle V_{\mathrm {out} }=V_{\mathrm {in} }\cdot {\frac {Z_{2}}{Z_{1}+Z_{2}}}}
Överföringsfunktionen (även känd som delarens spänningsförhållande) av denna krets är kort och gott:
{\displaystyle H={\frac {V_{out}}{V_{in}}}={\frac {Z_{2}}{Z_{1}+Z_{2}}}}
I allmänhet är denna överföringsfunktion en komplex, rationell funktion av frekvens.

### Resistiv delare

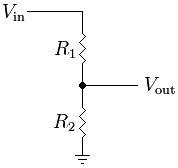
Figur 2: Enkel resistiv spänningsdelare

En resistiv delare är ett speciellt fall där båda impedanserna, Z1 och Z2, är rent resistiva (figur 2).
Ersätts Z1 = R1 och Z2 = R2 i tidigare uttryck får man:
{\displaystyle V_{\mathrm {out} }={\frac {R_{2}}{R_{1}+R_{2}}}\cdot V_{\mathrm {in} }}
Liksom i det allmänna fallet kan R1, och R2 vara vilken som helst kombination av serie- / parallell-motstånd, men också definiera hur spänningen över de resistiva elementen fördelas efter storleken av motstånden.
Ju mer motstånd desto mer spänning kommer att erhållas.
{\displaystyle V_{X}={\frac {R_{X}}{R_{T}}}\cdot E}
där VX = spänningsfallet över motståndet, RX = resistans där spänningen kommer att mätas, RT = totalt motstånd, E = ingångsspänning eller matningsspänning.
Denna regel gäller generellt för seriekretsen.

## Exempel

### Resistiv delare
Ett enkelt exempel är om R1 = R2 så blir
{\displaystyle V_{\mathrm {ut} }={\frac {1}{2}}\cdot V_{\mathrm {in} }}
Ett mer specifikt och/eller praktiskt exempel är om Vin= 9V och Vut= 6V (båda vanliga spänningar), då:
{\displaystyle {\frac {V_{\mathrm {ut} }}{V_{\mathrm {in} }}}={\frac {R_{2}}{R_{1}+R_{2}}}={\frac {6}{9}}={\frac {2}{3}}}
och genom att lösa med algebra, måste R2 vara det dubbla värdet av R1.
För att lösa R1:
{\displaystyle R_{1}={\frac {R_{2}\cdot V_{\mathrm {in} }}{V_{\mathrm {ut} }}}-R_{2}}
För att lösa R2:
{\displaystyle R_{2}={\frac {R_{1}}{({{\frac {V_{\mathrm {in} }}{V_{\mathrm {ut} }}}-1})}}}
Varje förhållande mellan 0 och 1 är möjlig. Det vill säga, genom att bara använda motstånd, är det inte möjligt att antingen invertera spänning eller öka Vut högre än Vin.

### Lågpass-RC-filter

Figur 3: Spänningsdelare bestående av motstånd och kondensator

Betrakta en delare bestående av ett motstånd och en kondensator, som visas i figur 3.
Om man jämför med det allmänna fallet, ser vi Z1 = R and Z2 är impedansen hos den kondensator, som ges av
{\displaystyle Z_{2}=-jX_{\mathrm {C} }={\frac {1}{j\omega C}}} {\displaystyle \ ,}
där XC is kondensatorns reaktans, C är kondensatorns kapacitans, j är imaginär enhet, och ω (omega) är inspänningens vinkelfrekvens. Förhållandet mellan vanlig frekvens f och vinkelfrekvens ω är följande:
{\displaystyle \omega ={2\pi f},}
Denna delare kommer då ha spänningsförhållandet:
{\displaystyle {V_{\mathrm {out} } \over V_{\mathrm {in} }}={Z_{\mathrm {2} } \over Z_{\mathrm {1} }+Z_{\mathrm {2} }}={{1 \over j\omega C} \over {1 \over j\omega C}+R}={1 \over 1+j\omega \ RC}}.
Produkten τ (tau) = RC kallas kretsens tidskonstant.
Förhållandet beror sedan på frekvens, som i detta fall minskar i takt med att frekvensen ökar. Denna krets är i själva verket ett grundläggande (första ordningens) lågpassfilter. Förhållandet innehåller ett imaginärt nummer, som faktiskt innehåller information om filtrets amplitud och fasförskjutning. Att extrahera bara amplitudförhållandet, beräkna storlekesförhållandet, innebär att:
{\displaystyle \left|{\frac {V_{\mathrm {out} }}{V_{\mathrm {in} }}}\right|={\frac {1}{\sqrt {1+(\omega RC)^{2}}}}\ .}

### Induktiv delare
Induktiva delare delar DC-ingången i enlighet med reglerna ovan för resistiva delare.
Induktiva delare delar AC-ingången enligt induktans:
{\displaystyle V_{out}=V_{in}\cdot {\frac {L_{2}}{L_{1}+L_{2}}}}
Ovanstående ekvation gäller för idealiska förhållanden. I verkliga fallet kommer storleken av den ömsesidiga induktansen att ändra resultaten.

### Kapacitiv delare
Kapacitiva delare släpper inte igenom en DC-ingångsspänning.
För en AC-ingångsspänning finns en enkel kapacitiv ekvation:
{\displaystyle V_{out}=V_{in}\cdot {\frac {C_{1}}{C_{1}+C_{2}}}}
Kapacitiva delarna begränsas i ström av kapacitansen hos de element som används.
Denna effekt är motsatsen till resistiv delning och induktiv delning.

## Belastningseffekten
Utgångsspänningen hos en spänningsdelare är inte fast, utan varierar beroende på lasten. För att erhålla en någorlunda stabil utspänning måste utgångsströmmen vara en liten bråkdel av ingångsströmmen. Nackdelen med detta arrangemang är att huvuddelen av den ingående strömmen går till spillo i form av värme i motstånden.

## Tillämpningar
Spänningsdelare används för justering av nivån för en signal, till förspänning av aktiva anordningar i förstärkare, och för uppmätning av spänningar. En Wheatstones brygga och en multimeter innehåller båda spänningsdelare. En potentiometer används som en variabel spänningsdelare i volymkontrollen på en radio.